# Bulle de savon
Pour les articles homonymes, voir Bulle.
 (mars 2010).
Si vous disposez d'ouvrages ou d'articles de référence ou si vous connaissez des sites web de qualité traitant du thème abordé ici, merci de compléter l'article en donnant les références utiles à sa vérifiabilité et en les liant à la section « Notes et références ».
Une bulle de savon est un mince film d'eau retenu par une pellicule de molécules savonneuses, formant une sphère, dont la surface est chatoyante. Cette bulle, remplie d'air, reste stable quelques instants, durant lesquels elle est capable de flotter dans l'atmosphère, mais elle est sensible au contact avec des corps solides.

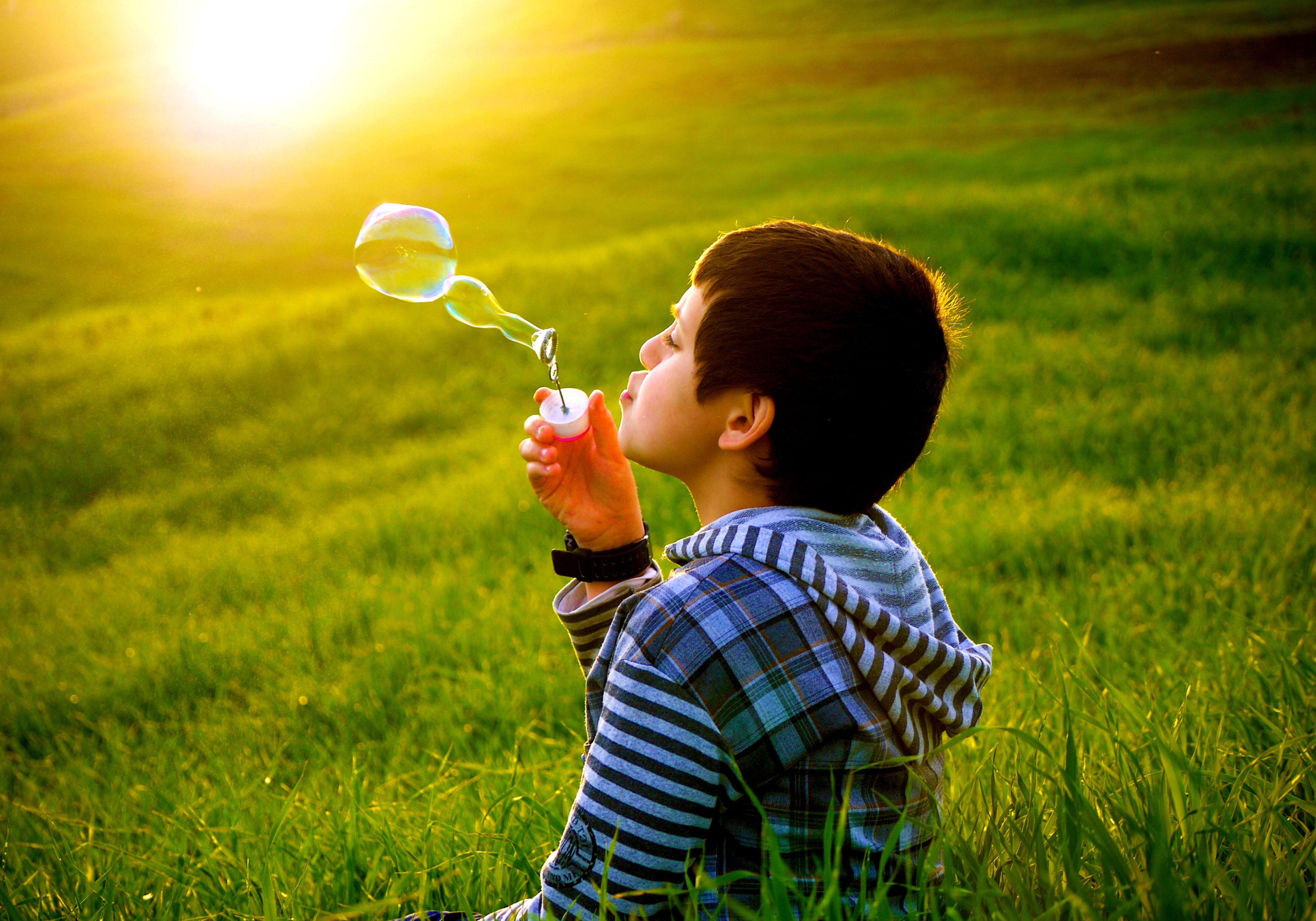
Un petit garçon faisant des bulles de savon dans une prairie d'Algérie
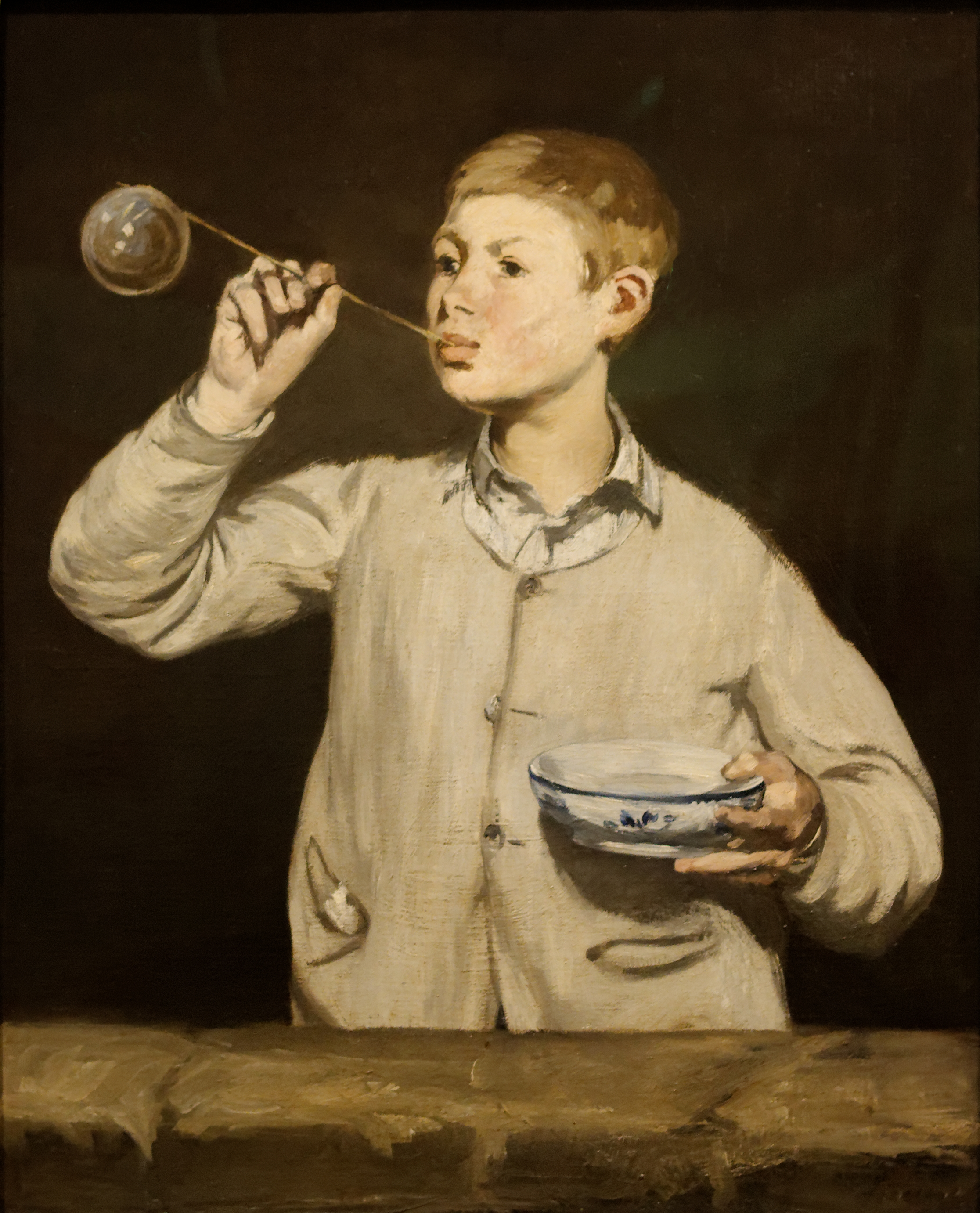
Les Bulles de savon, d'Édouard Manet (1867)
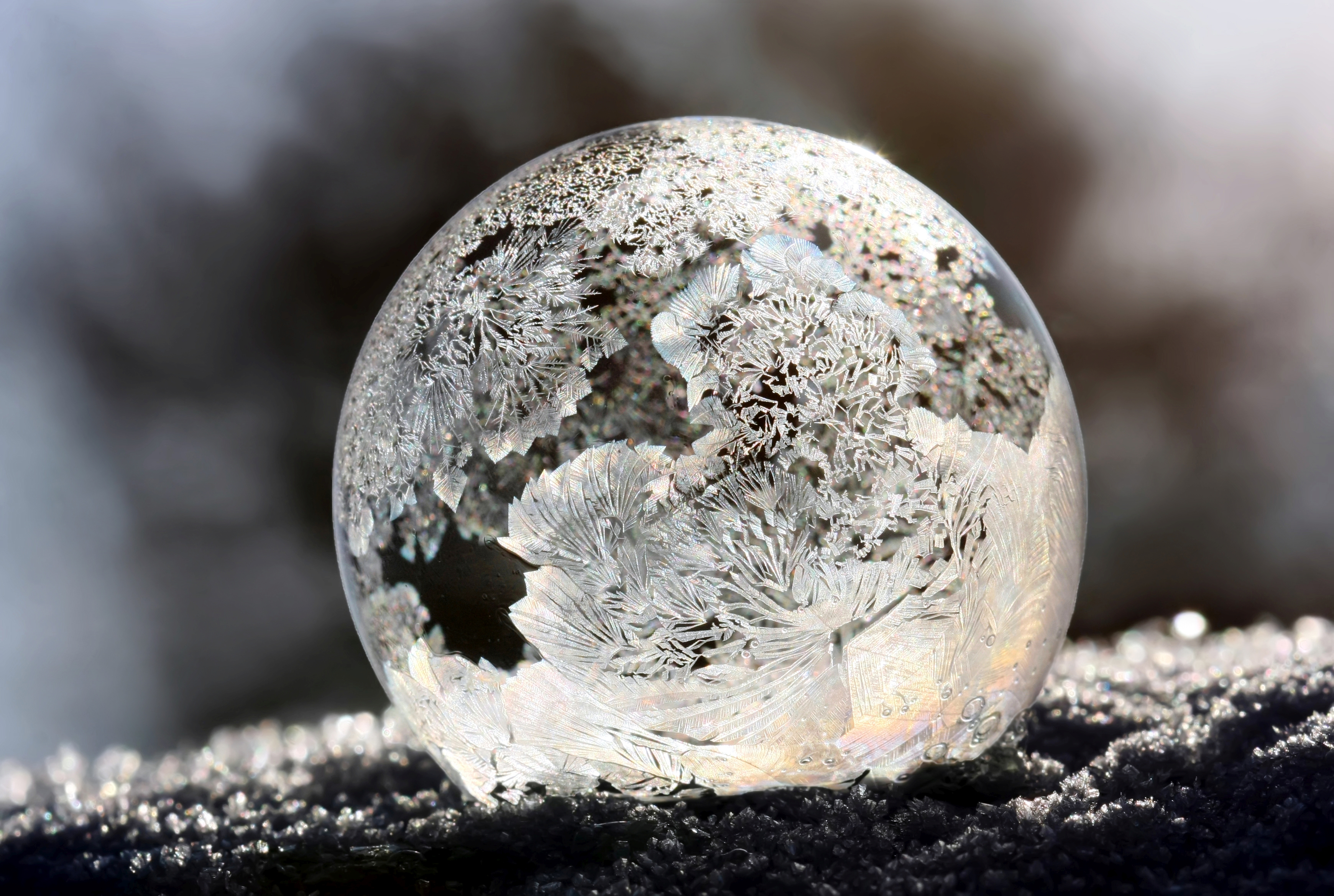
Bulle de savon gelée.

Les molécules savonneuses sont constituées d'une couche de phospholipides amphiphiles. L'eau étant une molécule polaire, elle tend à une interaction électrostatique avec les molécules hydrophiles du savon, soit la « tête » carboxylatique, tandis que la « queue », formée par les radicaux alkyles ou hydrocarbonés, a quant à elle, une propriété hydrophobe, favorisant le contact avec l'air.
Cette structure est similaire à celle des biomembranes, sauf que dans les bulles de savon, l'eau se trouve à l'intérieur de la membrane et non à l'extérieur.
Les bulles de savon résolvent physiquement des problèmes spatiaux complexes en mathématique, puisqu'elles forment la plus petite surface entre les points et les bords[Quoi ?] lorsqu'elles sont équilibrées.
La réalisation de bulle de savon, de simple jeu enfantin attesté par la peinture depuis le XVIIIe siècle, est devenue un véritable sport, avec ses concours et ses compétitions.

## Physique

### Étude de la forme

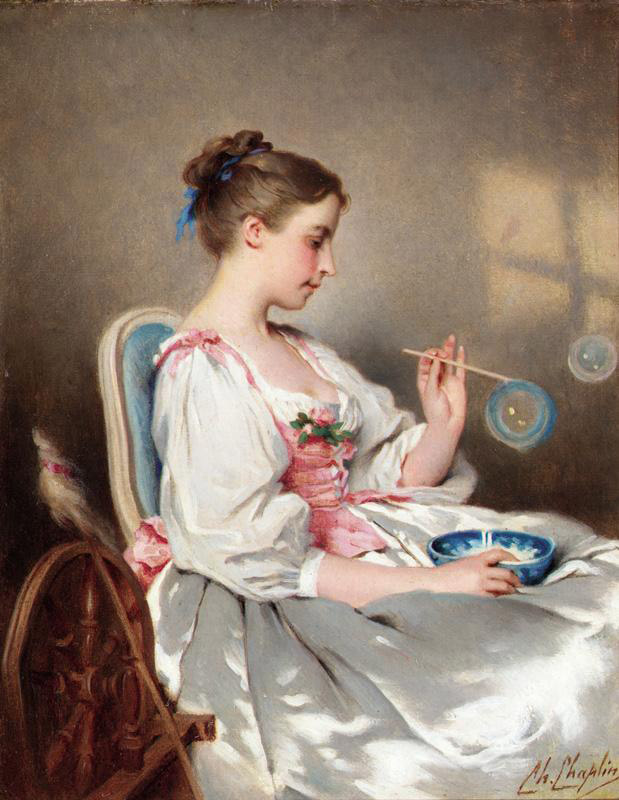
Charles Chaplin, Blowing Bubbles, seconde moitié du XIXe siècle

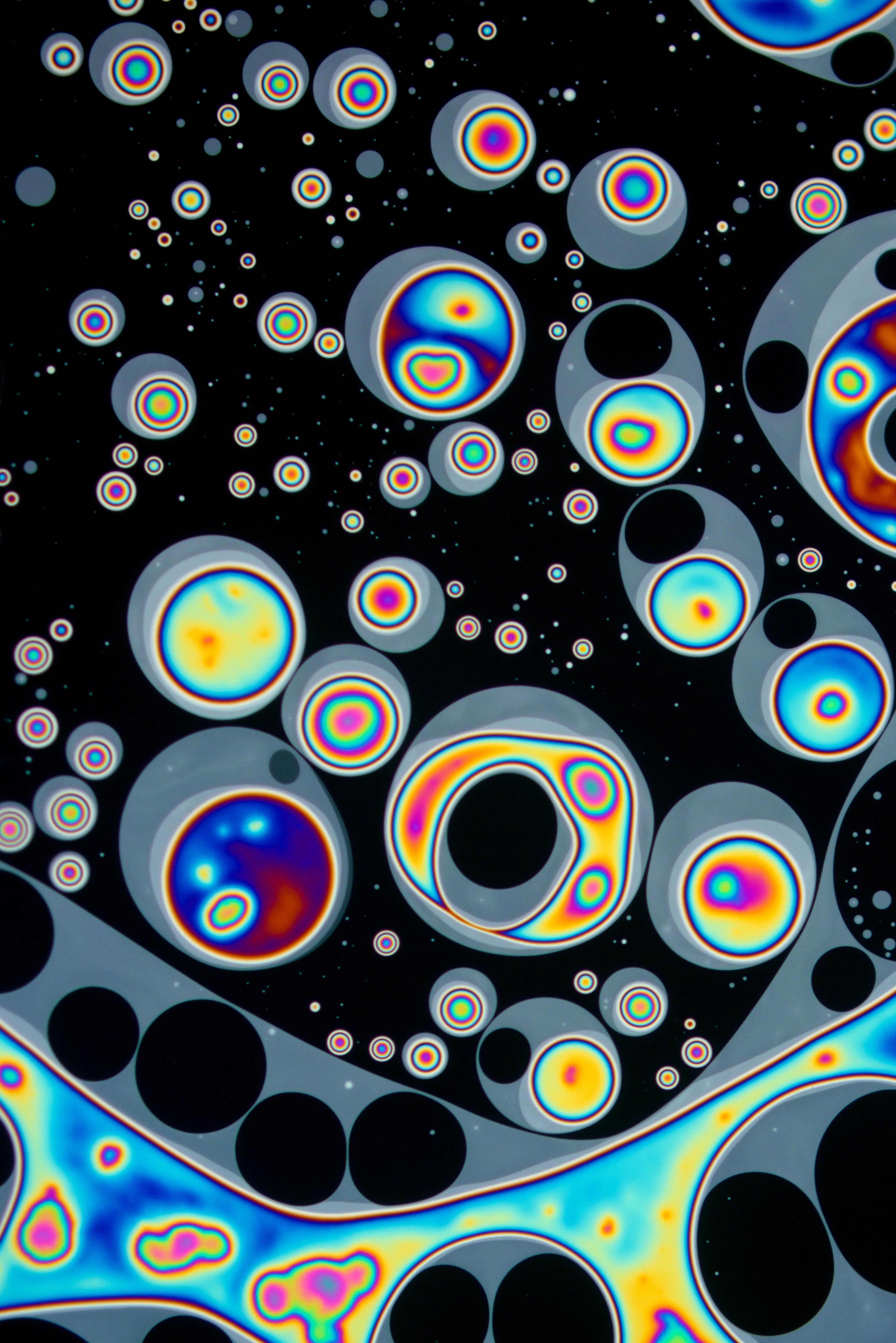
Ilots de lipide à la surface d'une bulle de savon, agrandie 250 fois. Décembre 2019.

En raison de la tension superficielle, les films d'eau savonneuse sont dotés d'une certaine élasticité et il faut dépenser un peu d'énergie pour les étirer, comme on le fait sans s'en rendre compte lorsque l'on produit une bulle de savon. Ce phénomène peut, dans une certaine mesure, être comparé au gonflage d'un ballon de baudruche, à ceci près que le film d'eau savonneuse est constitué de liquide et que l'énergie mise en jeu pour produire une bulle est beaucoup moins importante. Il reste que la pression du gaz contenu dans une bulle est légèrement plus forte que celle de l'atmosphère environnante.
Plus l'aire d'un film liquide est importante, plus son énergie potentielle est élevée. Or, tout système matériel atteint un équilibre stable lorsque son énergie potentielle est minimale. Une bulle de savon tend donc, naturellement, à prendre la forme qui lui permet d'enfermer un volume d'air donné dans une surface d'aire minimale (principe de minimisation) ; tout le monde a pu constater qu'il s'agit d'une sphère, mais constater n'est pas démontrer et les mathématiciens, Archimède en tête, s'y sont longtemps cassé les dents.[réf. souhaitée] Il fallut attendre 1882 pour que le mathématicien allemand Hermann Amandus Schwarz prouve que parmi toutes les surfaces enfermant un volume donné, la sphère est bien celle qui présente l'aire minimale (cf l'article Isopérimétrie).
On peut généraliser ce problème : étant donnés deux volumes Va et Vb, quelle est la surface minimale susceptible de les contenir ? L'observation incite à penser qu'il s'agit d'une double bulle, limitée par deux portions de sphère, avec un « disque » de séparation bombé ou non. Ceci n'a cependant été prouvé qu'en 1995, et encore, dans le cas de deux volumes égaux.
Beaucoup de problèmes mathématiques très ardus ont pourtant des énoncés extrêmement simples.

### Lois de Plateau

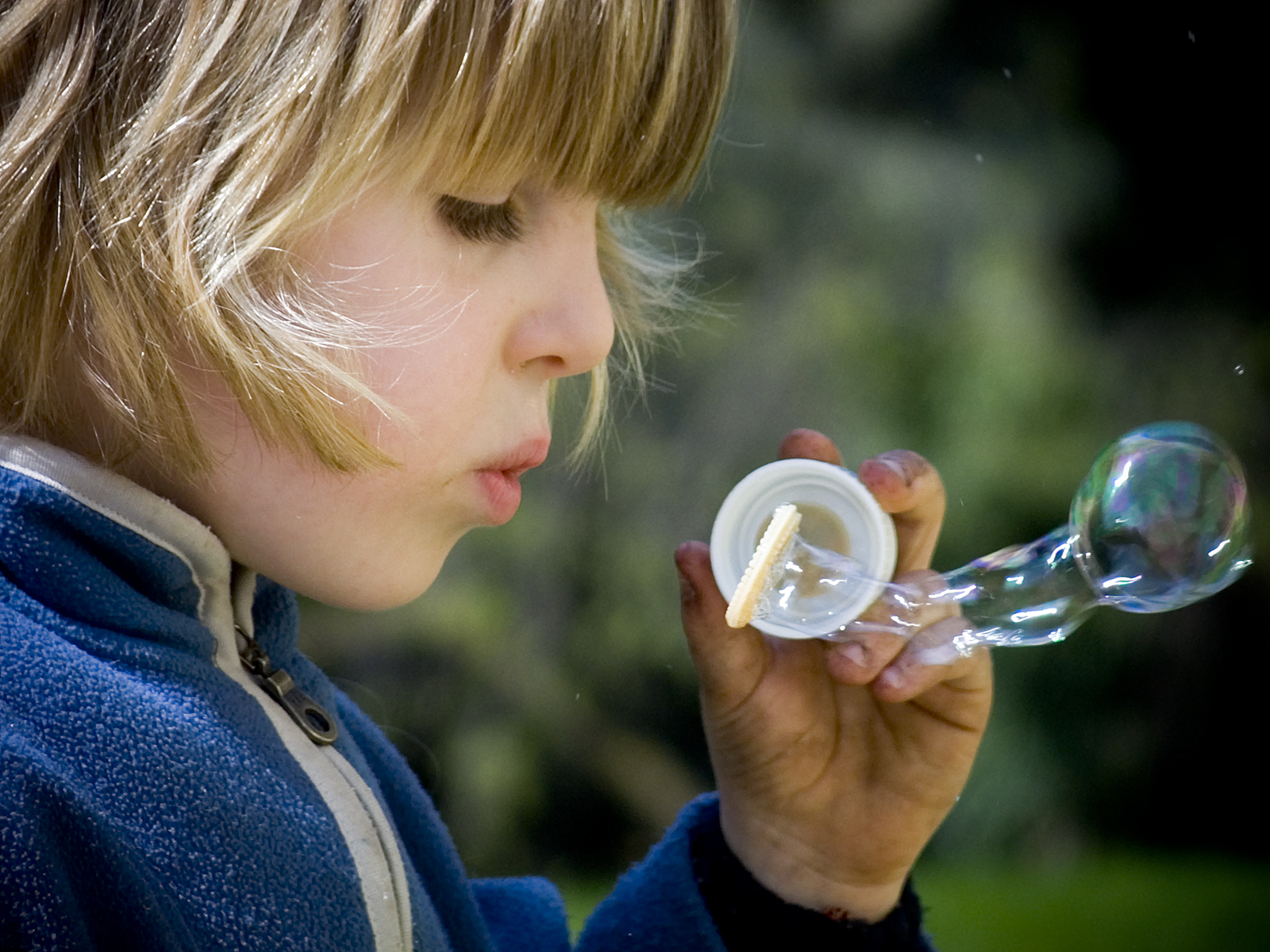
Début d'une bulle.

Le problème se complique singulièrement lorsque l'on a affaire à une mousse formée d'un très grand nombre de bulles accolées. Le physicien belge Joseph Plateau, dans la seconde moitié du XIXe siècle, énonça quatre lois simples, tirées de l'observation des bulles, jamais démenties, et qui portent son nom :
- tout film enfermant des bulles se compose d'éléments de surface lisses,
- la courbure moyenne de chacun de ces éléments est constante (ce ne sont pas forcément des sphères),
- lorsque trois éléments de surface se rejoignent, ils se raccordent selon une courbe régulière en tout point de laquelle leurs plans tangents forment des angles de 120°,
- lorsque ces lignes de raccordement se rejoignent, elles le font quatre par quatre et prennent alors, au point de rencontre, les quatre directions tétraédriques (comme les quatre segments qui joignent le centre d'un tétraèdre régulier à ses sommets, et dont chacun forme avec les autres des angles de 109,5°).

### Pression intérieure

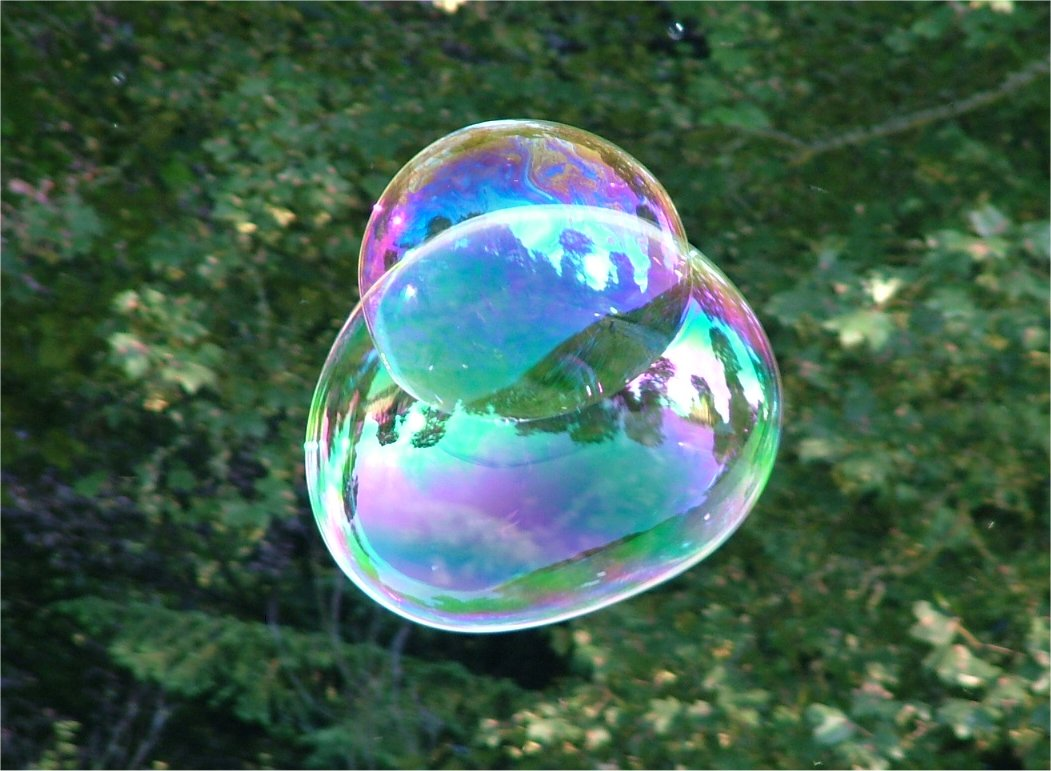
Deux bulles ou double bulle ?

Pour passer de l'extérieur à l'intérieur d'une bulle de savon, nous devons traverser deux surfaces de changement de milieu. En vertu de la loi de Laplace, nous en déduisons la pression à l'intérieur d'une bulle de savon. Elle est donnée par la formule :
{\displaystyle \qquad P_{int}=P_{ext}+{\frac {4\gamma }{R}}}
Pint étant la pression à l'intérieur de la bulle,
Pext la pression à l'extérieur de la bulle,
{\displaystyle \gamma } la tension superficielle,
R le rayon de la bulle de savon.

### Couleurs observées
Lorsque nous observons une bulle de savon en plein jour, nous pouvons voir des irisations rappelant les couleurs de l'arc-en-ciel. Pourtant le phénomène a une origine totalement différente. Ce phénomène d'iridescence est dû à des interférences entre les rayons se réfléchissant sur la surface extérieure de la bulle et les rayons se réfléchissant sur la surface intérieure de la bulle.
Une bulle de savon qui vieillit perd l'eau de son film, on voit alors apparaître des régions noires. Lorsque cette eau a complètement disparu, elle devient complètement noire : c'est un « film de Newton », le film ne réfléchissant plus la lumière.

## Jeux et pratiques sportives

### Jouets d'usage courant

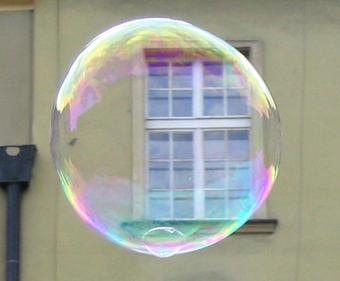
Iridescence d'une bulle de savon.

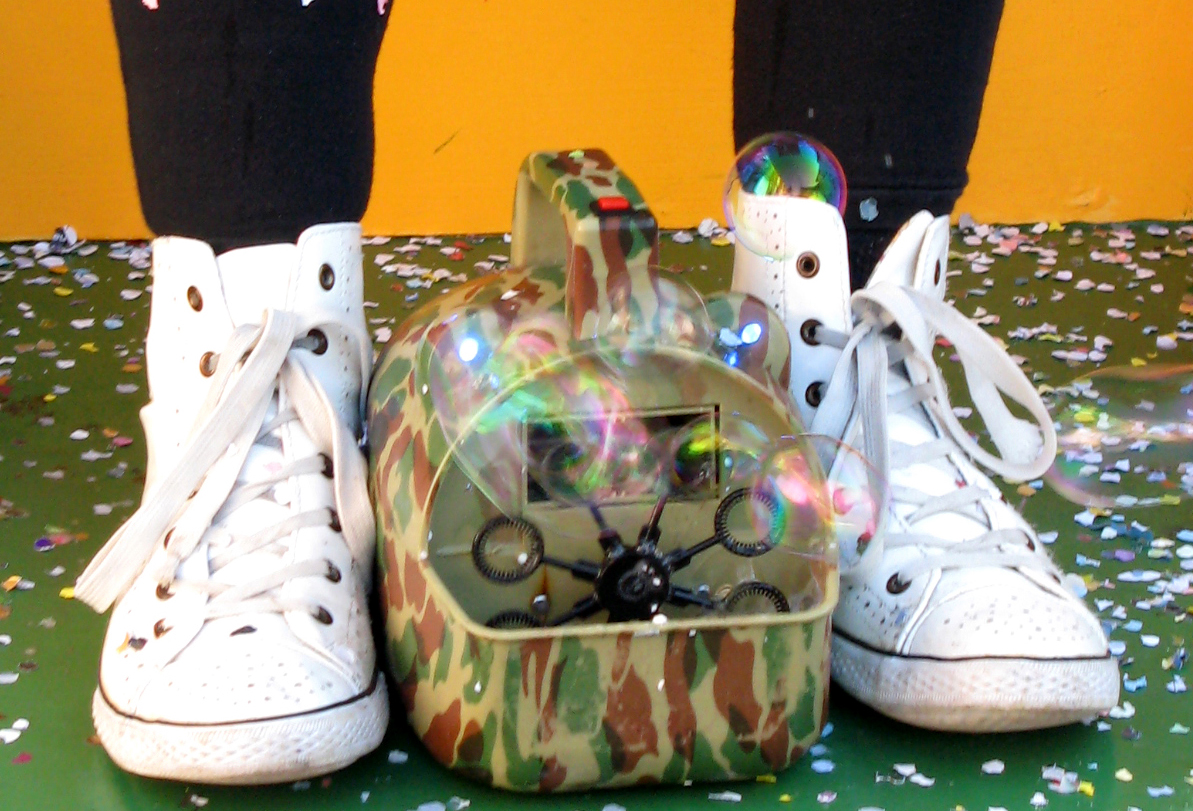
Petit générateur de bulles.

Les petits tubes vendus dans le commerce avec un cercle fixé au bouchon, que l'on trempe et retrempe dans le produit liquide d'origine, donnent généralement d'honnêtes bulles d'environ 5 cm de diamètre. Ces petits tubes sont nommés « bullotins » dans certaines régions de France. D'autres, meilleurs, produisent des bulles nettement plus grosses, pouvant atteindre 15 ou 20 cm, ou davantage. Une fois le produit épuisé, on essaie souvent de le remplacer par de l'eau savonneuse ou du produit à vaisselle, mais cela marche bien souvent nettement moins bien[réf. nécessaire].
Pour des raisons ludiques et festives, ont été développés quelques modèles de petites machines générant des bulles en continu. Les spécialistes sont à peu près d'accord sur la composition du liquide[réf. nécessaire]. De nombreuses recettes circulent sur Internet : la plupart d'entre elles recommandent l'utilisation de glycérine pour épaissir le mélange et assurer la stabilité des bulles de grande taille.
Pour obtenir 100 ml, il faut mélanger dans l'ordre :
- 25 ml d'eau distillée (de l'eau très peu minéralisée convient également)
- 5 grammes de sucre (une à deux cuillères à café de sucre) (du sucre glace est parfois conseillé)
- 20 ml de liquide de vaisselle
- 10 ml de glycérine  On peut en acheter en pharmacie
- 40 ml d'eau distillée. L'ajouter à la fin permet un meilleur mélange et moins de mousse.

Laisser ensuite reposer quelques heures, sans recouvrir, afin que l'alcool contenu dans le détergent s'évapore.
Voici une recette générale pour faire des bulles de savon géantes :
- 1 volume de liquide vaisselle,
- 12-14 volumes d'eau,
- 1/4 de volume de glycérine.

Mais la glycérine est un produit cher, auquel une alternative intéressante est l'amidon de maïs contenu, par exemple, dans la « levure chimique ». C'est David Stein, faiseur de bulles géantes, qui l'a popularisée. Cette recette a l'avantage de revenir à un prix modique. Dans ce cas, ajoutez 1 cuillère à soupe de « levure chimique » pour 1 volume de liquide vaisselle. Récemment, les « bulleurs » (néologisme utilisé dans cette discipline sportive) ont encore simplifié et allégé la dépense, pour le même résultat, en utilisant l'amidon de maïs pur et sans additif, par exemple la simple « Maïzéna » vendue pour les préparations culinaires.

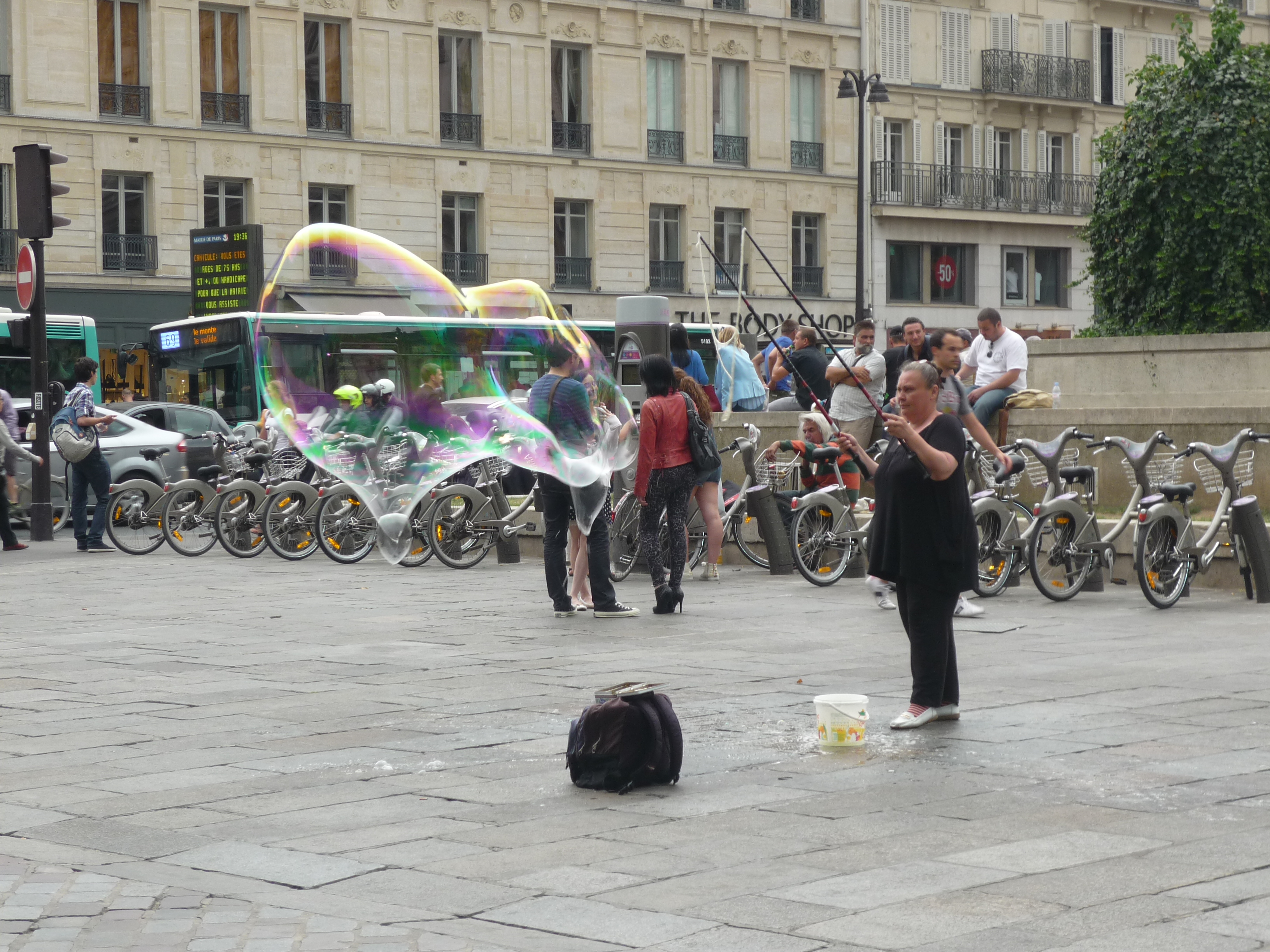
Bulle de savon géante.

Un autre ingrédient particulièrement important est le liquide vaisselle. Les conditions climatiques sont déterminantes, elles aussi, pour la stabilité des bulles. Plus l'air est humide, plus les bulles seront grosses et auront une longue durée de vie. C'est pourquoi les meilleurs moments pour « buller » sont à l'aube et pendant la nuit, quand l'humidité est la plus élevée. Se trouver à proximité d'un fleuve, d'un étang ou d'une forêt favorise l'humidité de l'air.

### Pratique des bulles de savon géantes
Les champions parviennent à produire des bulles d'un mètre et plus. Il faut savoir manier la ficelle et les baguettes, ne pas hésiter à s'entraîner et à utiliser un grand nombre de litres de « sauce » avant de vouloir briller en public.